# 페닌슐라쿠터
페닌슐라쿠터는 거북목 늪거북과의 파충류이다.

## 분포
페닌슐라쿠터는 플로리다 반도에서 발견된다.

## 특징
페닌슐라쿠터의 등딱지 길이는 최대 40.3cm이다. 암컷이 수컷보다 더 크고, 수컷의 등딱지 길이는 33cm이다. 약간의 톱니 모양의 뒷면 가장자리에 진한 황갈색 무늬가 있다. 가슴 장식은 노란색이고 무늬가 없다. 주둥이는 약간 돌출되어 있고 머리는 중간 크기이다.잘때는 돌고래처럼 뇌의 절반만 잠든다.

## 생태
호수나 습지, 초원 등에 서식한다.

## 참조
1. ↑  《Rhodin》. 2011. 000.181쪽.